# Eugène Lewenhaupt

Vapensköld för ätten Leijonhufvud och Lewenhaupt

Carl Harald Eugène Lewenhaupt, född den 7 juni 1849 i Lillkyrka socken, Närke, död den 11 februari 1927, var en svensk greve och biblioteksman.
Lewenhaupt, som blev filosofie kandidat 1876, var amanuens vid Uppsala universitetsbibliotek 1876-97 och erhöll därefter bibliotekaries titel. Han blev filosofie hedersdoktor 1893. Lewenhaupt utgav en mängd litteraturhistoriska och biografiska arbeten bland annat i Samlaren, som han redigerade 1883-1900.